# Reverend (Band)
Reverend ist eine US-amerikanische Heavy-Metal-Band aus Seattle, Washington, die im Jahr 1989 gegründet, 1992 aufgelöst und 2000 neu gegründet wurde.

## Geschichte
Die Band entstand im Jahr 1989, nachdem sich die Band Heretic aufgelöst hatte. Sänger Mike Howe trat der Band Metal Church bei. Der Rest der Band gründete mit ex-Metal-Church-Sänger David Wayne die Band Reverend. Gitarrist war dabei Stuart Fujinami, Brian Korban spielte den Bass. Als Schlagzeuger kam kurze Zeit später Stuart Vogel zur Besetzung. Für ihr Debütalbum im Jahr 1990 sollte Rick Basha als neuer Schlagzeuger zur Besetzung kommen.
Die Band veröffentlichte im Jahr 1989 ihre selbstbetitelte EP über Caroline Records. Dadurch wurde Charisma Records auf die Band aufmerksam und nahm diese unter Vertrag. 1990 erschien das Debütalbum World Won't Miss You bei diesem Label. Als Gastmusiker waren Rocky George von Suicidal Tendencies und Chris Goss von Masters of Reality zu hören. Ende 1990 bzw. Anfang 1991 verließen Fujinama, O’Hara und Basha die Besetzung. Als Ersatz kamen Bassist Angelo Espino (Hirax) und Schlagzeuger Jason Ian Rosenfeld, Bruder von Anthrax-Gitarrist Scott Ian, zur Besetzung. Im Jahr 1991 erschien mit Play God das zweite Album, wobei als zweiter Gitarrist Tommy „V“ Verdonck darauf zu hören war. Juan Garcia von EvilDead war auf dem Album als Backing-Gesang zu hören. Im Jahr 1992 folgte mit der EP Live ihre vorerst letzte Aufnahme. Ernesto F. Martinez war dabei als Gitarrist zu hören. Nach der Veröffentlichung löste sich die Band vorerst auf.
Nachdem Wayne Metal Church kurz nach der Veröffentlichung des Albums Masterpeace verlassen hatte, belebte er Reverend wieder. Über die Homepage der Band wurde die EP A Gathering of Demons veröffentlicht. Er gründete später außerdem die Band Wayne. Zusammen mit Gitarrist Joe Floyd arbeitete er außerdem an der Byfist-EP Adrenalin. David Lee (Metal Church, Heathen) kam als neuer Sänger zur Band, während Byfist-Gitarrist Nacho Vara und Gitarrist Chris Nelson ebenfalls hinzukamen. Bassist John Stahlman wurde durch Pete Perez von Spastic Ink und Riot ersetzt. Im August 2002 folgte eine Tour durch die Westküste von Amerika zusammen mit der Band Onward. Danach folgte ein Konzert mit Judas Priest in San Antonio, Texas. Danach pausierte die Band und David Wayne trat der Band Bastardsun bei. Am 10. Mai 2005 verstarb David Wayne bei einer Operation nach einem Autounfall. Im Juni fanden die übrigen Mitglieder David Lee, Nacho Vara, Brendon Kyle und Jesse Vara wieder zusammen. Als neuer Sänger kam Davids Bruder Eric Wayne im September zur Besetzung. Im Jahr 2009 verstarb Gitarrist David Lee. Im selben Jahr begab sich die Band in die Blue Cat Recording Studios, um mit Produzent Joe Trevino neue Aufnahmen zu machen.

## Stil
Die Band spielt eine Mischung aus Heavy- und Thrash-Metal, wobei eine starke Ähnlichkeit zu Metal Church deutlich wird.

## Diskografie
- 1989: Reverend (EP, Carolina Records)
- 1990: Another Form of Greed (Single, Charisma Records)
- 1990: World Won't Miss You (Album, Charisma Records)
- 1991: Play God (Album, Charisma Records)
- 1991: Heaven on Earth (Single, Charisma Records)
- 1991: Fortunate Son (Single, Charisma Records)
- 1992: Live (EP, Charisma Records)
- 2001: A Gathering of Demons (EP, Neck Damage Records)